# 苏渊雷
苏渊雷（1908年10月23日—1995年11月13日），原名中常，字仲翔，晚署钵翁，又号遁圆，男，浙江温州人，中国学者。长期研究古典文学、史学、哲学、佛学，获国务院“有突出贡献的专家”称号。

## 生平
原名苏中常，1908年10月23日出生于浙江省平阳县玉龙口村（现属苍南县钱库镇）。1921年入读南雁荡山的会文书院。1922年考入浙江省立第十师范学校。1924年接受马克思列宁主义，投身革命，被选为温州学生联合会主席。1926年加入中国共产党，四一二政变中被判刑十九年，1933年6月保释出狱，改名苏渊雷。出狱后，受聘为上海世界书局编辑。抗战时在重庆中央政治学校教哲学课。1949年后任华东师范大学历史系教授，兼民盟上海市委宣传委员会副主任。1958年划为右派，调哈尔滨师范学院，1962年摘帽。文革中下放哈尔滨五常县劳动。1971年被勒令退休，遣送回乡。1979年重任华东师范大学历史系教授。 1995年11月13日上午，在上海同仁医院病逝。

## 著作
《易学会通》、《天人四论》、《民族文化论纲》、《读史举要》、《中国思想文化论稿》、《佛教与中国传统文化》、《名理新论》、《玄奘》、《佛教与中国传统文化》。参与编纂了《中华易学大辞典》。
2008年华东师范大学出版社出版《苏渊雷全集》。2012年出版《苏渊雷学术文集》。

## 评价
- 錢鍾書复苏渊雷书：“大论精微融贯，真通才达识。”[5] 錢鍾書评其诗曰：“发而为言外者，欲兼珠玉与剑气；蕴而为意内者，欲兼情韵与理趣。”[6]
- 刘绍宽评《易学会通》：“余视其所阅采书不下二十馀种，颇多名通之论，不易才也。”[2]
- 张棡：“晨起阅平阳苏渊雷所撰《易学会通》一书，融中外学说而一炉冶之，六通四辟，益人神智，真后生之可畏者。”[2]

## 纪念
2001年，苍南县钱库镇建立苏渊雷纪念馆。
2005年，苏渊雷逝世十周年，华东师范大学、上海市书法家协会、温州市政协文史委、温州市文联、温州市书法家协会、温州书画院、温州市博物馆、温州中学等联合主办纪念活动，并举行《苏渊雷书画诗文集》首发式。2008年，苏渊雷百年诞辰，上海人民出版社出版《苏渊雷文集》四卷。温州市展览馆展出温沪两地书画家近200幅纪念苏渊雷的书画作品。2013年，苏渊雷105周年诞辰，华东师范大学、哈尔滨师范大学和苍南县领导参加了“走近国学大师苏渊雷”——《苏渊雷文萃》《苏渊雷评传》和《苏渊雷墨迹选》的首发式，上海电视台电视专题片《卓尔不群——苏渊雷纪实》首映，50余位学者参加苏渊雷教授学术思想研讨会。